# TKKF Checz Gdynia
Der TKKF Checz Gdynia (Towarzystwo Krzewienia Kultury Fizycznej Checz Gdynia) ist ein polnischer Fußballverein aus Gdynia. Die Frauenfußballabteilung wurde zwischen 1975 und 1979 viermal polnischer Meister und war das Maß der Dinge im Frauenfußball in Polen. Heute spielt der Verein nur noch in der vierthöchsten Liga.

## Erfolge
- Polnische Fußballmeisterschaft der Frauen: 1974/75, 1975/76, 1977/78, 1978/79